# Семенов Ігор Миколайович
Семе́нов І́гор Микола́йович (рос. Семёнов Игорь Николаевич; *20 грудня 1951, присілок Сям-Каксі, Алнаський район) — удмуртський політик, голова Державної Ради Удмуртської Республіки в 2000—2007 роках.

## Життєпис
Народився Ігор Семенов 20 грудня 1951 року у присілку Сям-Каксі Алнаського району. Закінчив Іжевський державний сільськогосподарський інститут за спеціальністю інженер-механік. До обрання в Державну Раду працював майстром виробничого навчання, потім інженером з обладнання Можгинського консервного заводу, потім на підприємствах житлово-комунального господарства міста Можги.
1998 року був обраний головою міста Можга, а 2000 року — головою Державної Ради Удмуртської Республіки.

## Нагороди
- Орден Пошани
- Заслужений працівник ЖКГ Росії
- Почесний громадянин міста Можги (з 2004 року)